# 切希夫齊
50°20′55″N 28°14′51″E / 50.34861°N 28.24750°E
切希夫齊（烏克蘭語：Чехівці）是烏克蘭北部的村莊，隸屬日托米爾州的日托米爾區。該村面積0.86平方公里，海拔高度241米，2001年人口152，人口密度每平方公里176.54人。